# Gilsons
Gilsons é um trio musical brasileiro de MPB formado em 2018. O grupo é formado por José Gil, Francisco Gil e João Gil, respectivamente filho e netos de Gilberto Gil.
O trio lançou um EP de estreia: Várias Queixas (2019). O resgate das influências baianas e da ancestralidade marca a música do Gilsons. O que se escuta da música do trio tem samba, rap, funk, afoxé e pop com algo eletrônico.

## Características musicais
A música do trio é bastante diversificada e possui influências de diversos estilos, principalmente o MPB, samba, rap, funk, afoxé e pop. Cantores e bandas que servem de referência para Gilsons incluem Caetano Veloso, Gilberto Gil, Chico Buarque, Novos Baianos, Jorge Ben, Paralamas do Sucesso, Olodum, Timbalada, Daniela Mercury.

## Discografia
| Singles | Singles                                                      | Singles | Singles           |
| Ano     | Canção                                                       | Duração | Álbum             |
| ------- | ------------------------------------------------------------ | ------- | ----------------- |
| 2020    | Devagarinho feat. Mariana Volker                             | 3:12    |                   |
| 2020    | Índia                                                        | 3:11    |                   |
| 2020    | Besteira feat. Yoùn                                          | 3:33    |                   |
| 2021    | Deixa Fluir - Big Up (feat. Gilsons)                         | 2:51    |                   |
| 2021    | Várias Queixas - Radio Edit (Vintage Culture, Gilsons, KVSH) | 2:35    |                   |
| 2021    | Algum Ritmo (feat. Jovem Dionisio)                           | 3:35    |                   |
| 2021    | Love Love - Alok e Mojjo (feat. Gilsons)                     | 3:16    |                   |
| 2021    | Proposta                                                     | 3:21    | Pra Gente Acordar |
| 2021    | Duas cidades                                                 | 3:39    | Pra Gente Acordar |
| 2023    | Presente - BaianaSystem, Gilsons,Tropkillaz                  | 2:59    |                   |
| 2023    | Bateu - Gilsons, Rachel Reis, Mulú                           | 3:26    |                   |

| EP: Várias Queixas | EP: Várias Queixas | EP: Várias Queixas |
| Canção             | Duração            | Ano                |
| ------------------ | ------------------ | ------------------ |
| Várias Queixas     | 2:50               | 2019               |
| Vento Alecrim      | 2:36               | 2019               |
| Love Love          | 3:25               | 2019               |
| Cores e Nomes      | 4:13               | 2019               |
| A voz              | 2:36               | 2019               |

| Álbum: Pra Gente Acordar | Álbum: Pra Gente Acordar | Álbum: Pra Gente Acordar |
| Canção                   | Duração                  | Ano                      |
| ------------------------ | ------------------------ | ------------------------ |
| Pra Gente Acordar        | 2:50                     | 2022                     |
| Vem de Lá                | 3:00                     | 2022                     |
| Dês                      | 3:21                     | 2022                     |
| Proposta                 | 3:21                     | 2022                     |
| Duas Cidades             | 3:39                     | 2022                     |
| Um Só                    | 2:44                     | 2022                     |
| Bela                     | 2:53                     | 2022                     |
| O Dia Nasceu             | 3:17                     | 2022                     |
| Voltar à Bahia           | 2:36                     | 2022                     |

## Prêmios e indicações
| Organização                 | Ano  | Categoria               | Nomeação                    | Resultado | Ref.        |
| --------------------------- | ---- | ----------------------- | --------------------------- | --------- | ----------- |
| Prêmio da Música Brasileira | 2023 | Melhor Grupo - Pop/Rock | Gilsons                     | Venceu    | [ 4 ]       |
| Prêmio da Música Brasileira | 2023 | Projeto Audivisual      | Pra Gente Acordar (O Filme) | Venceu    | [ 4 ]       |
| Prêmios MTV MIAW (Brasil)   | 2022 | Clipão da Porra         | "Proposta"                  | Indicado  | [ 5 ] [ 6 ] |